# Lesíček
Lesíček je obec na Slovensku v okrese Prešov. V obci žije 418 obyvatel.

## Poloha
Obec leží v západní části Slánských vrchů na pravém břehu horního toku Olšavy. Členitá vrchovina je tvořená sopečnými horninami a neogenními usazeninami. Povrch území, který je z větší části odlesněný, má nadmořskou výšku v rozmezí 175 až 835 m n. m., střed obce je ve výšce 520 m n. m.
Obec sousedí s obcemi Zlatá Baňa, Tuhrina, Žehňa a Abranovce.

## Historie
Ves byla založena na zákupním právu na území panství Lipovec. První písemná zmínka o obci pochází z roku 1402, kde je uváděná jako Erdewske. Další názvy byly Erdwchke, Erdechke a v roce 1808 Lesníček; maďarský název je  Erdőcske. Obec náležela Juraji ze Žehle a později ji vlastnili Segneyovci a Karolyiovci.  V 19. století okolní lesy náležely státu.
V roce 1402 a 1427 byla ves daněna z pěti port. V roce 1787 žilo v 34 domech 247 obyvatel a v roce 1828 tentýž počet obyvatel bydlel v 33 domech.
Hlavní obživou bylo zemědělství, chov dobytka a práce v lesích.

## Kostely
V obci se nachází dva kostely a dřevěná zvonice.
Nejstarší je evangelický kostel z roku 1802. Druhý kostel svatého Cyrila a Metoděje patří katolíkům v obci. Jeho  základní kámen v roce 1990 posvětil papež Jan Pavel II v Bratislavě.

## Fotografie

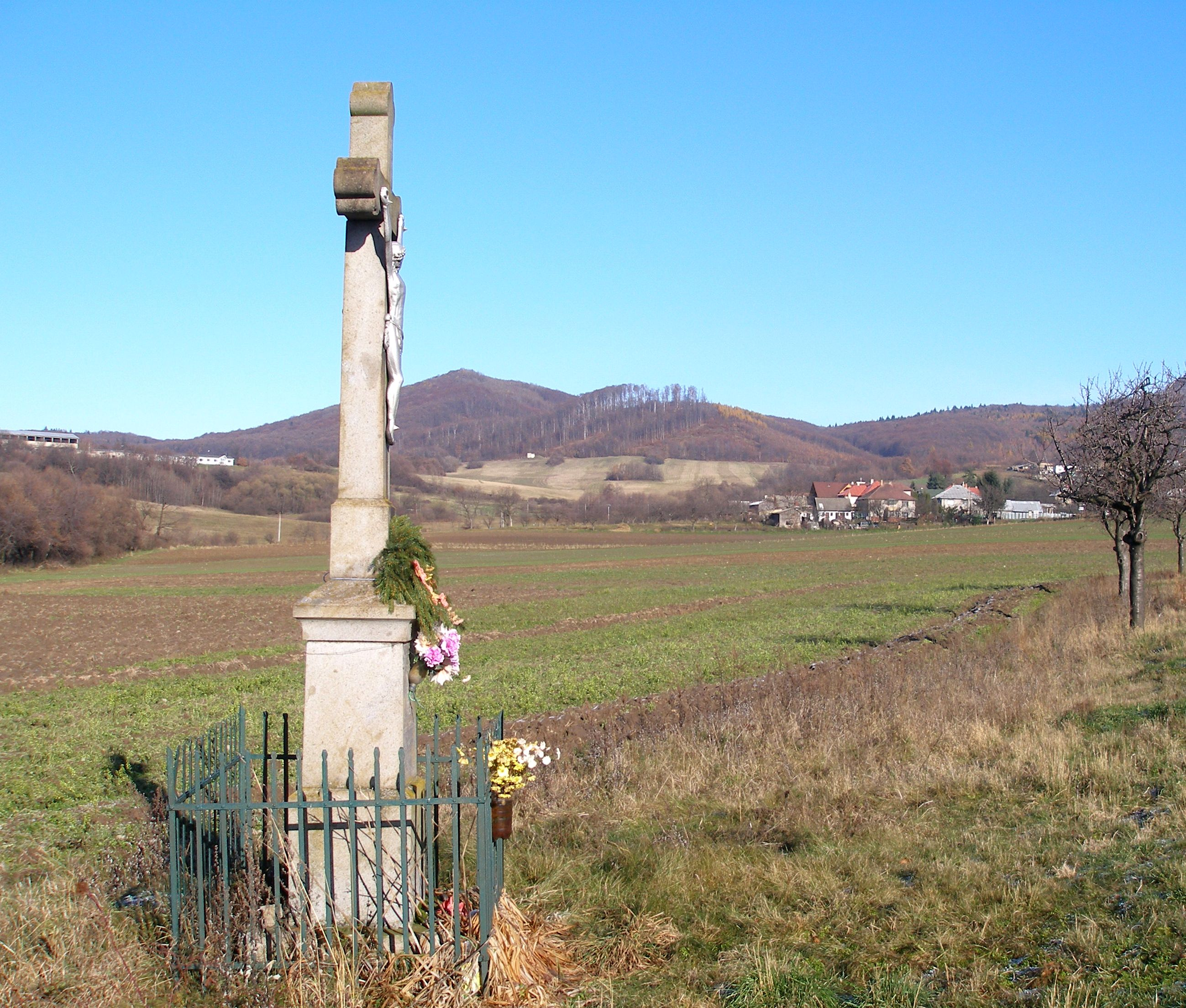
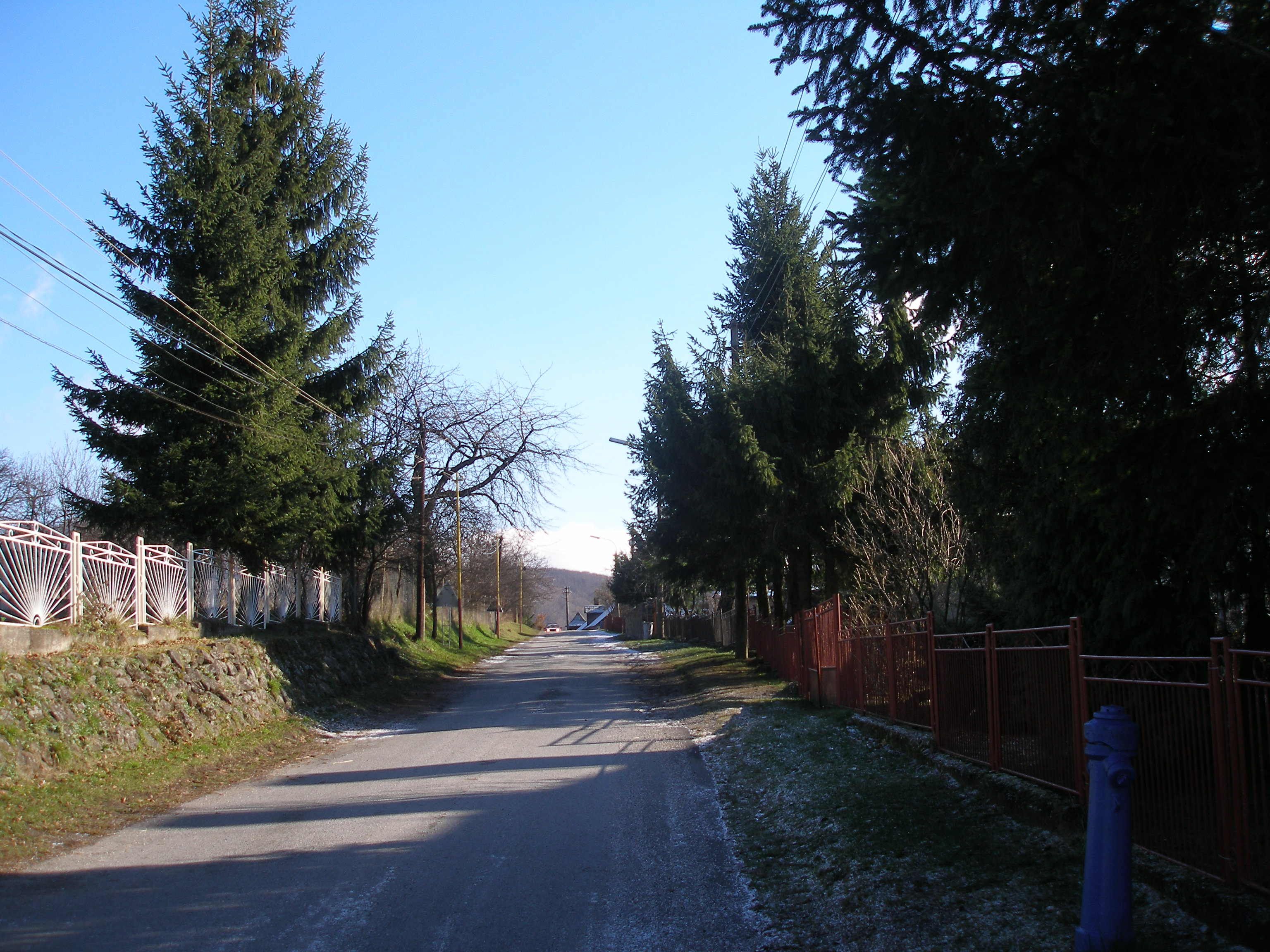